# 尚瑙

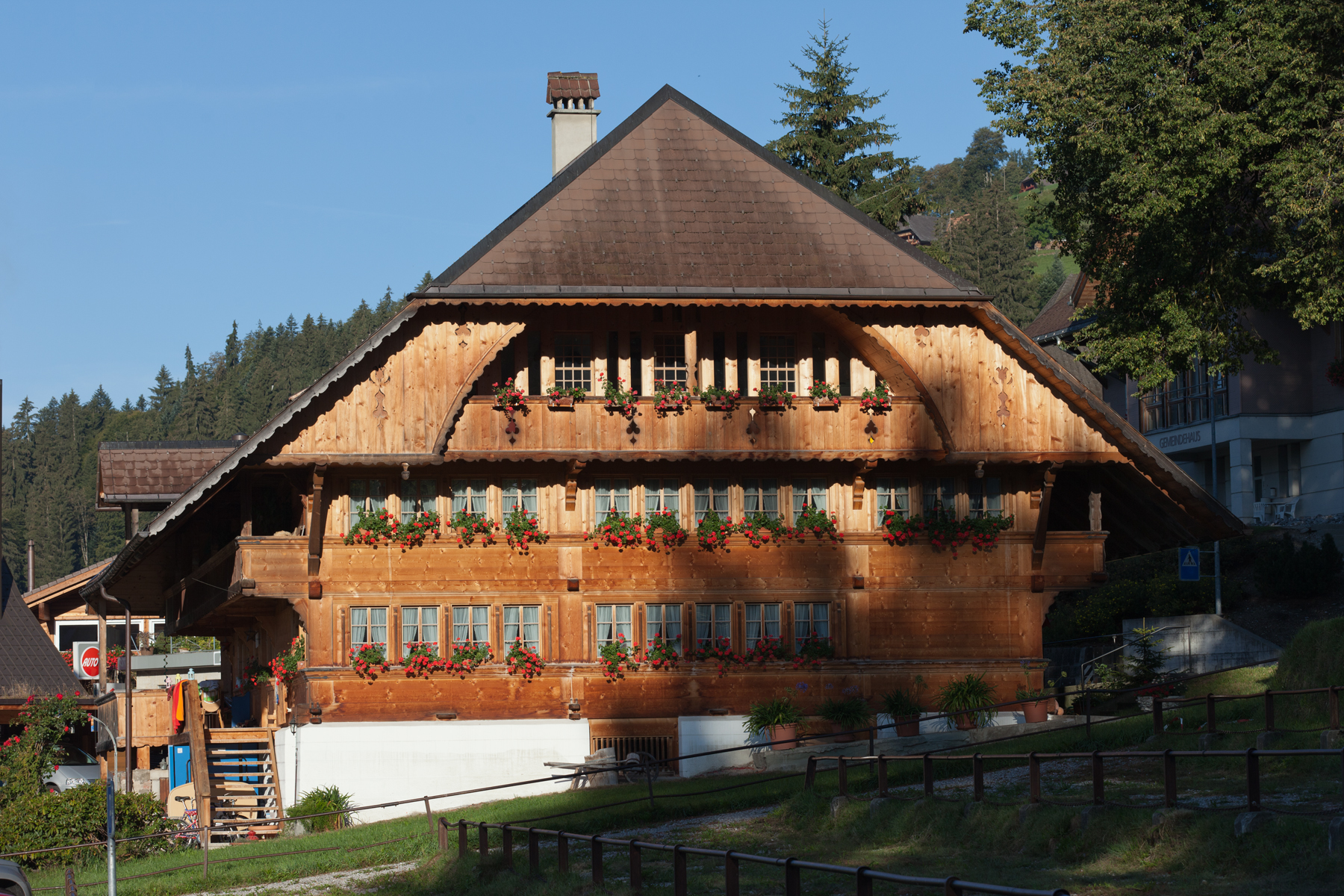

尚瑙是瑞士的城鎮，位於該國中西部，由伯恩州負責管轄，面積36.48平方公里，一半土地是農業用地，海拔高度630米，2011年人口917，人口密度每平方公里25人。